# Schatten-Laubschnecke

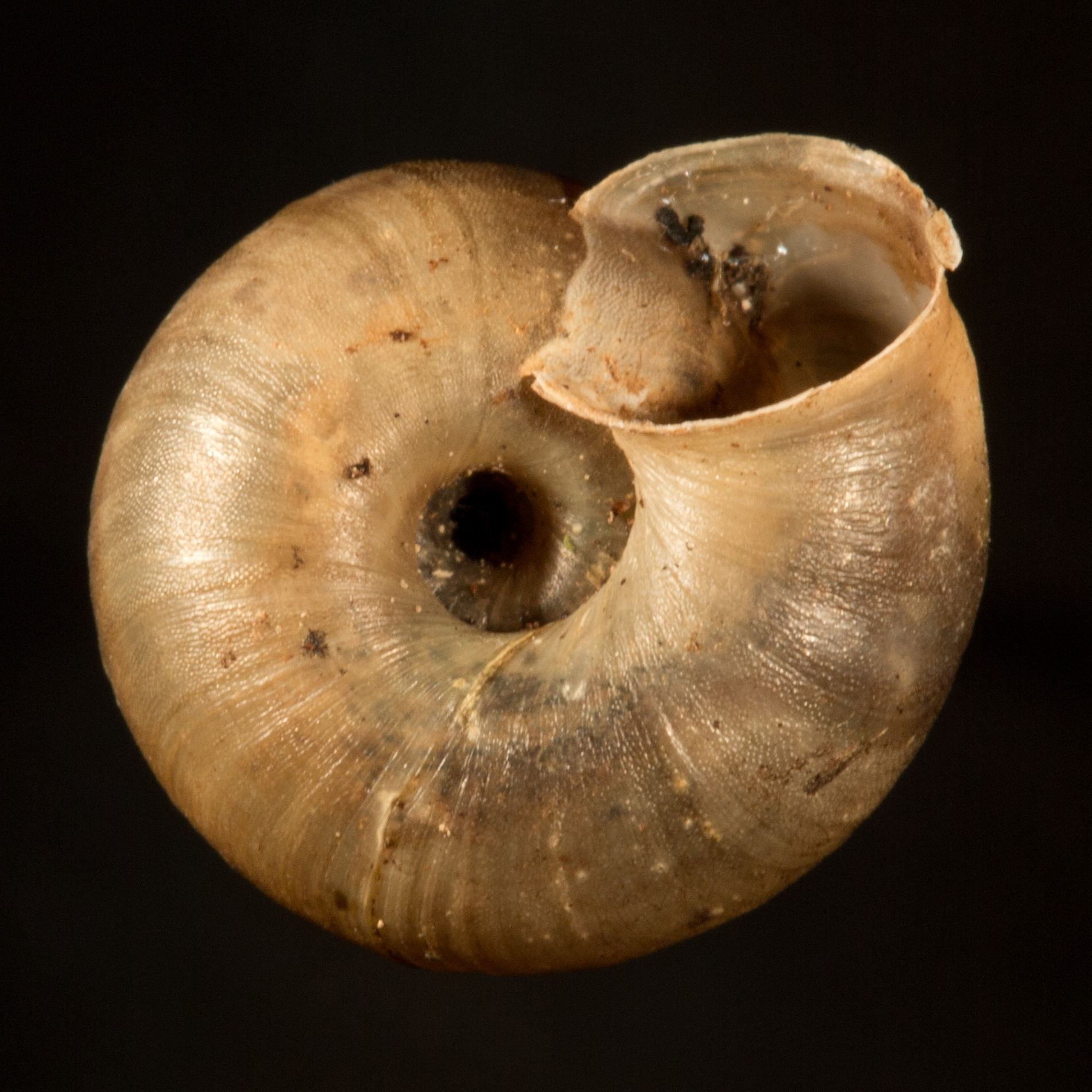
Blick in den Nabel

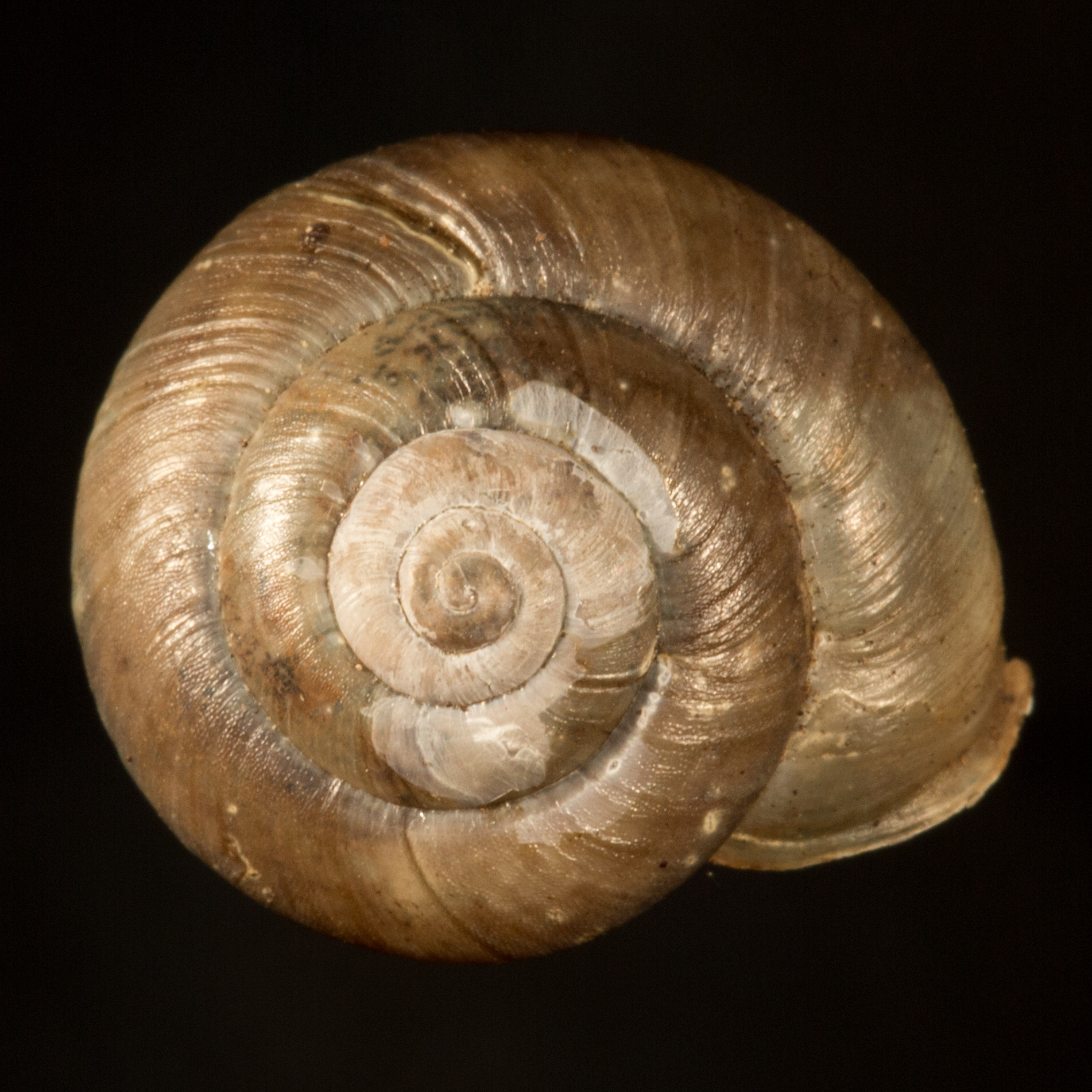
Blick auf das Gewinde

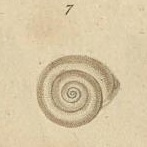
Urticicola umbrosus (Pfeiffer, 1828)

Die Schatten-Laubschnecke (Urticicola umbrosus) ist eine Schneckenart aus der Familie der Laubschnecken (Hygromiidae) aus der Ordnung der Landlungenschnecken (Stylommatophora).

## Merkmale
Das Gehäuse misst erwachsen 5 bis 7 mm in der Höhe und 10 bis 13 mm in der Breite (5,5 bis 8 mm, 10 bis 14 mm). Es ist niedrig-kegelförmig, die Unterseite ist abgeflacht. Es sind 4 bis 5 Umgänge mit mäßig tiefer Naht vorhanden, die regelmäßig zunehmen. Die Umgänge sind gut gerundet, lediglich die Endwindung ist leicht geschultert und an der Peripherie leicht verstärkt. Die letzte Windung fällt kurz vor der Mündung stark aus der Windungsachse ab. Der offene Nabel nimmt etwa ¼ bis ⅓ der Gehäusebreite ein. Er ist tief und etwas exzentrisch angelegt. Die Mündung steht schräg zur Wachstumsachse der Windung und ist deutlich elliptisch im Querschnitt. Sie ist oben und unten abgeflacht. Der Mündungsrand ist dünn und zerbrechlich. Die weißliche bis manchmal leicht rötliche Lippe ist nur schwach ausgebildet und leicht nach außen gebogen. Das Gehäuse ist vergleichsweise wenig variabel.
Die Schale ist relativ dünnwandig und leicht durchscheinend. Oft sieht man Mantelstruktur und -farben durch die Schalenwand. Das Gehäuse ist schwach gelblich, bräunlich bis rötlich-braun gefärbt. Die Oberfläche weist feine, stumpfe Rippen und eine feine knotige Skulptur auf, wobei die Knötchen perlschnurartig aufeinander folgen. Juvenile Tiere tragen auf der Schale noch Haare, die wenn sie später abfallen, die knotenartige Skulptur erzeugen.
Der Weichkörper des Tieres ist grau und am Kopf und auf dem Rücken leicht orangefarben. Die Farben werden auf den Seiten zum Fuß hin heller, der Fuß ist weißlich. Die Tentakeln sind dunkelgrau. Die Jungtiere sind blaugrau gefärbt.
Im zwittrigen Geschlechtsapparat ist der freie Eileiter viel kürzer als die Vagina. Die Spermathek ist rundlich mit einem langen, dicken Stiel. Aus dem vorderen Rand der Vagina entspringt der kurze, dick-keulenförmige Pfeilsack. An der Vagina zwischen der Basis des Pfeilsackes und dem Ansatz der Spermathek entspringen die 6 bis 8 zylindrischen Äste der Glandulae mucosae, die sich auch verzweigen können.
Im männlichen Genitaltrakt ist der Samenleiter (Vas deferens) wenig gewunden. Er mündet in den Epiphallus. An der Stelle des Eintritts des Samenleiters in den Epiphallus setzt ein sehr langes, fadenförmiges Flagellum an. Es ist so lang oder noch etwas länger als Epiphallus und Penis zusammen. Der Übergang des Epiphallus in den Penis ist durch eine Verdickung markiert. Der Penis ist mäßig lang. Der schlanke Epiphallus ist etwa so lang wie der Penis oder etwas länger. Der Penisretraktormuskel inseriert am letzten Drittel des Epiphallus kurz vor dem Übergang zum Penis.

## Ähnliche Arten
Die Gestreifte Haarschnecke (Trochulus striolatus) besitzt einen engeren Nabel sowie eine stärker opake Schale. Auf der Oberfläche fehlt die Skulptur. Die Zottige Laubschnecke (Trochulus villosus) ist auf der Oberfläche des Gehäuses behaart und hat ebenfalls keine Skulptur.

## Geographische Verbreitung und Lebensraum
Die Schatten-Laubschnecke bewohnt die Kraut- und Strauchschichten feuchter Laubwälder im Gebirge und im Hügelland. Sie ernährt sich wahrscheinlich von verrottendem Pflanzenmaterial, Früchten und Pilzen.

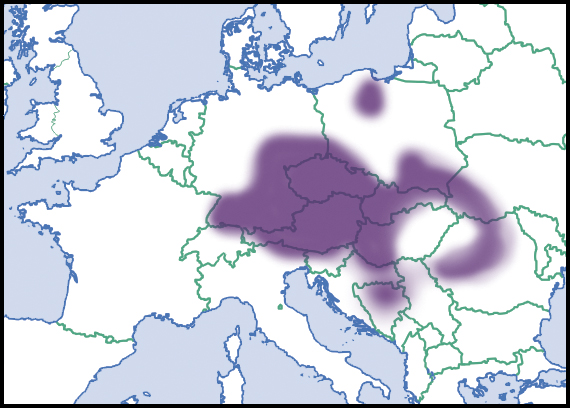
Verbreitungsgebiet der Schatten-Laubschnecke in Europa

Sie kommt in den Gebirge von Südostdeutschland (Ostbayern) und Ostdeutschland (Thüringen, Sachsen-Anhalt und Sachsen) vor, isoliert bei Biberach. Das Hauptverbreitungsgebiet liegt in den Ostalpen und Karpaten, in Österreich, in Tschechien und der Slowakei, Slowenien, Südpolen, isoliert in Nordpolen, Westungarn, Kroatien, Rumänien, Westliche Ukraine und Bosnien-Herzegowina.

## Taxonomie
Das Taxon wurde in der Arbeit von Carl Jonas Pfeiffer 1828 erstmals als Helix umbrosa beschrieben. Er gab zwar Paul Partsch als Autor der neuen Art an. In der Einleitung schreibt Pfeiffer, dass er nicht das gesamte Material selber gesammelt hat, sondern dass er auf die hilfreiche Unterstützung auswärtiger Freunde angewiesen war. Dass Paul Partsch evtl. die Beschreibung angefertigt hätte, darüber verlautet in der Einleitung und der Beschreibung nichts. Als Autor des Taxon ist daher Carl Jonas Pfeiffer zu sehen, im Gegensatz zu Roman Egorov, der Partsch als Autor annimmt. Helix umbrosa ist die Typusart der Gattung Urticola Lindholm, 1928, die ursprünglich als Untergattung von Zenobiella Gude & B. B. Woodward, 1921 eingeführt wurde. Die Art ist heute allgemein anerkannt; Urticicola als eigenständige Gattung. In älteren Arbeiten ist die Art noch in der Gattung Zenobiella aufgeführt oder die Gattung Urticicola wird wie bei Lindholm (1927) als Untergattung von Zenobiella behandelt. Die Gattung Zenobiella Gude & B. B. Woodward, 1921 ist ein jüngeres Synonym von Monacha Fitzinger, 1833. Kerney et al. führen sie unter der Untergattung Perforatella (Monachoides) Gude & B. B. Woodward, 1921.
Das Geschlecht der Gattung Urticicola ist maskulin. Aufgrund der a-Endung der Gattung ist die Art auch fälschlich unter dem Artnamen umbrosa zu finden (z. B. in Egorov, 2008).

## Gefährdung
Nach Vollrath Wiese steht die Art in Deutschland auf der Vorwarnstufe. Auf das gesamte Verbreitungsgebiet betrachtet ist die Art nicht gefährdet.